# 85 років Донецькій області (монета)
«85 ро́ків Доне́цькій о́бласті» — ювілейна монета номіналом 5 гривень, випущена Національним банком України, присвячена адміністративно-територіальній одиниці України, яка розташована на південному сході країни. Донецька область межує на заході із Запорізькою та Дніпропетровською, на північному заході — з Харківською, на північному сході та сході — з Луганською областями України та Ростовською областю Росії. З півдня область омивається Азовським морем.
Монету введено в обіг 26 грудня 2017 року. Вона належить до серії «Області України».

## Опис монети та характеристики
| Номінал грн. | Метал                   | Маса, г | Діаметр, мм | Якість виготовлення       | Гурт                 | Тираж, штук |
| ------------ | ----------------------- | ------- | ----------- | ------------------------- | -------------------- | ----------- |
| 5            | нікелевий сплав, нордик | 9,4     | 28,0        | спеціальний анциркулейтед | секторальне рифлення | 35 000      |

### Аверс
На аверсі монети розміщено: угорі малий Державний Герб України, по колу написи: «НАЦІОНАЛЬНИЙ БАНК УКРАЇНИ» (угорі), «П'ЯТЬ ГРИВЕНЬ» (унизу), праворуч — логотип Банкнотно-монетного двору Національного банку України; у центрі — стилізовану композицію, що символізує область: фрагмент прапора області, під яким — рік карбування монети «2017» (праворуч), Свято-Успенська Святогірська лавра (ліворуч), терикон, фрагмент українського степу з кам'яною бабою (праворуч); унизу — квіти соняшнику, шахтарські ліхтар та каска.

### Реверс
На реверсі монети стилізовано зображено пальму Мерцалова у вінку з дубового листя — основні елементи герба Донецької області, по колу розміщено написи: «ДОНЕЦЬКА ОБЛАСТЬ» (угорі), «ЗАСНОВАНА У 1932 РОЦІ» (унизу).

## Автори

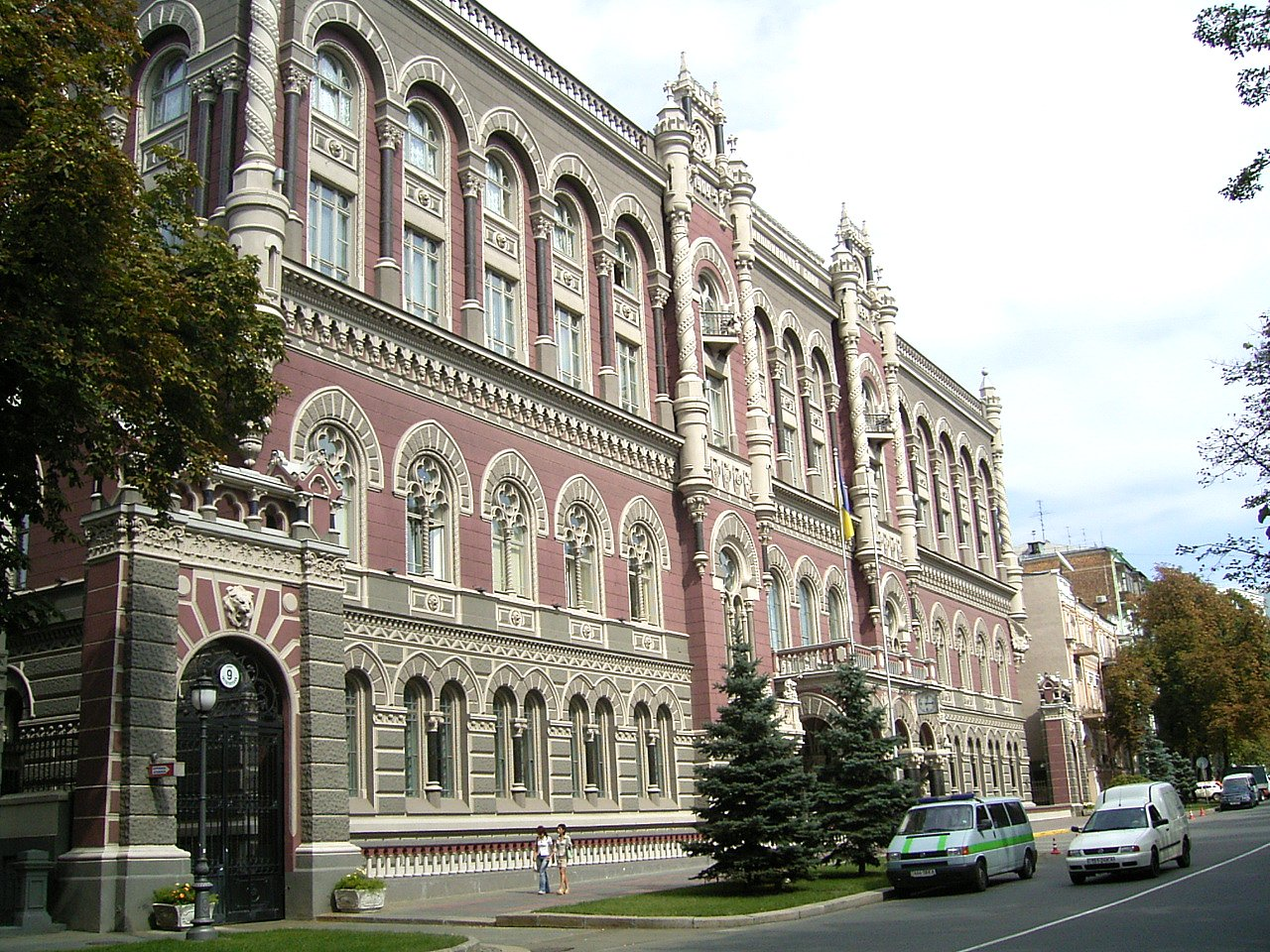
Будівля Національного банку України

- Художник — Іваненко Святослав.
- Скульптор — Іваненко Святослав.

## Вартість монети
Під час введення монети в обіг у 2017 році Національний банк України реалізовував монету через свої філії за ціною 40 гривень.
Фактична приблизна вартість монети, з роками змінювалася так:
| Рік        | 2018 | 2019 | 2020 | 2021 | 2022 | 2023 | 2024 | 2025  |
| ---------- | ---- | ---- | ---- | ---- | ---- | ---- | ---- | ----- |
| Ціна, грн. | 140  | 130  | 115  | 120  | 120  | 190  | 310  | 1 060 |